# Powelliopsis integra
Powelliopsis integra là một loài rêu trong họ Racopilaceae. Loài này được (Dixon) Zanten mô tả khoa học đầu tiên năm 2008.